# Altiphrynoides osgoodi
Altiphrynoides osgoodi är en groddjursart som först beskrevs av Arthur Loveridge 1932.  Altiphrynoides osgoodi ingår i släktet Altiphrynoides och familjen paddor. IUCN kategoriserar arten globalt som sårbar. Inga underarter finns listade i Catalogue of Life.